# Старый Игерман
Ста́рый Игерма́н — микрорайон в Октябрьском районе города Ижевска. Расположен в 11 км к северу от центра города, на правом берегу реки Игерманки. Вместе с микрорайоном Чистопрудный входит в Игерманский жилой район в составе Октябрьского административного района города. Население — около 500 человек.

## История
Игерман (удм. Огырман) — древняя удмуртская деревня, основанная, вероятно, в первой половине XVIII века, то есть ещё до строительства Ижевского завода. Со второй половины XIX века в деревне стали селиться и русские поселенцы — бывшие государственные крестьяне и непременные работники. Первые русские переселенцы прибыли в Игерман из Котельнического уезда и из деревень Лагуново и Девятово Сарапульского уезда.
До революции деревня входила в состав Ижевско-Нагорной волости Сарапульского уезда. В 1921 году была включена в состав новообразованного Ижевского уезда Вотской автономной области. С 1929 года Старый Игерман входил в Ижевский район, а затем в Завьяловский район УАССР.
В 1992 году в связи с ростом Ижевска деревня была передана в Октябрьский район города. Однако формальное включение в состав удмуртской столицы почти не повлияло на уровень и качество жизни жителей.
В 2004 году в ходе реформы жилых образований Ижевска Старый Игерман сменил статус с деревни на микрорайон. Одновременно с этим были переименованы 4 улицы нового микрорайона для ликвидации повторов названий уже существующих в Ижевске улиц.
В июне 2007 года в связи с развитием коттеджной застройки в Старом Игермане были образованы несколько новых улиц.
6 мая 2011 года до микрорайона был запущен полноценный городской автобусный маршрут № 56. Периодичность движения автобуса около 1 часа.

## Географическое положение
Микрорайон находится на севере Ижевска, в жилом районе Игерманский Октябрьского административного района города. На западе Старый Игерман граничит с микрорайонами Дорожный и Чистопрудный, а на юго-востоке — с микрорайоном Новый Игерман.
В соответствии с проектом планировки территории район Игерманский должен быть связан с другими районами малоэтажной застроки Новоигерманский, Орловский, Горки мостовыми сооружениями через реку Игерманка. Срок строительства мостов пока не определен.
Вдоль восточной окраины деревни протекает река Игерманка.

## Социальная сфера
В микрорайоне отсутствует централизованное водоснабжение и канализация, проводной высокоскоростной интернет. Спортивные объекты, образовательные учреждения, отделение почтовой связи, отделения банков в радиусе обслуживания отсутствуют. Из социальных объектов в 2016г. на бюджетные средства был построен Фельдшерско-акушерский пункт, который пока не функционирует по причине отсутствия персонала.. В микрорайоне отсутствуют какие-либо административные здания, в связи с чем даже проведение выборов в микрорайоне проблематично. Люди вынуждены добираться до участков голосования на единственном маршруте городского транспорта за 11км от дома.  Работает единственный продуктовый магазин. Строительство социальных объектов не предусмотрено в Плане мероприятий по реализации Стратегии социально-экономического развития Удмуртской Республики на период до 2025 года. На основании многочисленных обращений граждан в ближайшее время планируется внесение изменений в данную программу развития.

## Улицы
- Ершовская улица (до 2004 года — Центральная)
- Киварская улица (до 2004 года — Ключевая)
- Лозовская улица (до 2004 года — Молодёжная)
- Оросовская улица (до 2004 года — Полевая)
- Новоцентральная улица
- Яровая улица
- Фермерская улица
- Дружная улица

## Общественный транспорт
Одной из главных проблем жителей микрорайона было отсутствие полноценного городского транспорта. Долгое время в Старый Игерман можно было попасть только на автобусе № 106, следовавшем до микрорайона Воложка. А поскольку автобус был пригородным, то стоимость проезда до Игермана была выше стоимости проезда на обычном городском транспорте. В конце 2007 года до микрорайона было запущено маршрутное такси № 56, а с начала 2008 года — маршрутное такси № 57. Однако они также имели более высокую стоимость проезда, кроме того, на них не действовали проездные билеты и льготы.
Наконец, в 2011 году вместо маршрутных такси был запущен полноценный городской автобусный маршрут № 56 сообщением «Собор А. Невского — Старый Игерман». На нём действуют все льготы и проездные, и единственным недостатком является большой интервал движения.
В Игермане маршрут автобуса № 56 проходит по улицам Новоцентральной, Ершовской и Киварской. В микрорайоне находятся 2 автобусные остановки: «Магазин» (на Ершовской улице) и «Старый Игерман» (на Киварской улице, конечная).